# Chéry
Chéry é uma comuna francesa na região administrativa do Centro, no departamento Cher. Estende-se por uma área de 13,4 km². Em 2010 a comuna tinha 224 habitantes (densidade: 16,7 hab./km²).